# Дженна Деван
Дженна Лі Деван (правильно Дуан, англ. Jenna Lee Dewan, МФА (амер.) МФА: [duːˈɑːn]; нар. 3 грудня 1980, Гартфорд, штат Коннектикут, США) — американська акторка, танцюристка, кінопродюсерка та підприємиця. Відома за головною роллю Нори Кларк у молодіжній музичній драмі «Крок уперед» (2006), а також ролями Фреї Бошан у серіалі «Відьми Іст-Енду» (2013-2014), Люсі Лейн у серіалі «Супердівчина» (2015-2021) та «Супермен і Лоїс» (2021-2024), а також Джоанну в «Саундтреку» (2019) на Netflix. Наразі грає головну роль Бейлі Нуне в серіалі ABC «Новобранець» (2021-2025).

## Ранні роки
Донька Ненсі Сміт (до шлюбу Берш; англ. Nancy Smith, née Bursch) і Дерріла Девана (англ. Darryll Dewan), колишнього бека американської футбольної команди «Нотр-Дам-Файтинг-Айріш» (англ. Notre Dame Fighting Irish). Батько Дженни має лівансько-польське походження, мати — німецько-англійське. Пізніше сім'я переїхала до Далласу. Під час навчання в середній школі Грейпвайн (англ. Grapevine High School) Дженна була чирлідеркою, отримала нагороди на багатьох танцювальних змаганнях. Закінчила школу у 1999 році (була королевою на випускному балу). Вступивши до Університет Південної Каліфорнії, стала членкинею братства «Пі-Бета-Фі».

## Кар'єра

### Танцювальна кар'єра
У 16 років була помічена агентом з пошуку талантів з Лос-Анджелеса, а в 18 років, після переїзду до Лос-Анджелеса і початку навчання в університеті, вона до нього звернулася, почавши проходити проби. Так, працювала танцюристкою на виступах 'N Sync, Дідді, Тоні Брекстон, Селін Діон, Пінк, Міссі Елліотт, Рікі Мартіна, брала участь у турі Джанет Джексон All for You Tour і в кліпах, впущених на підтримку альбому All for You, а також у кліпі Крістіни Агілери на пісню «Not Myself Tonight».

### Акторська кар'єра

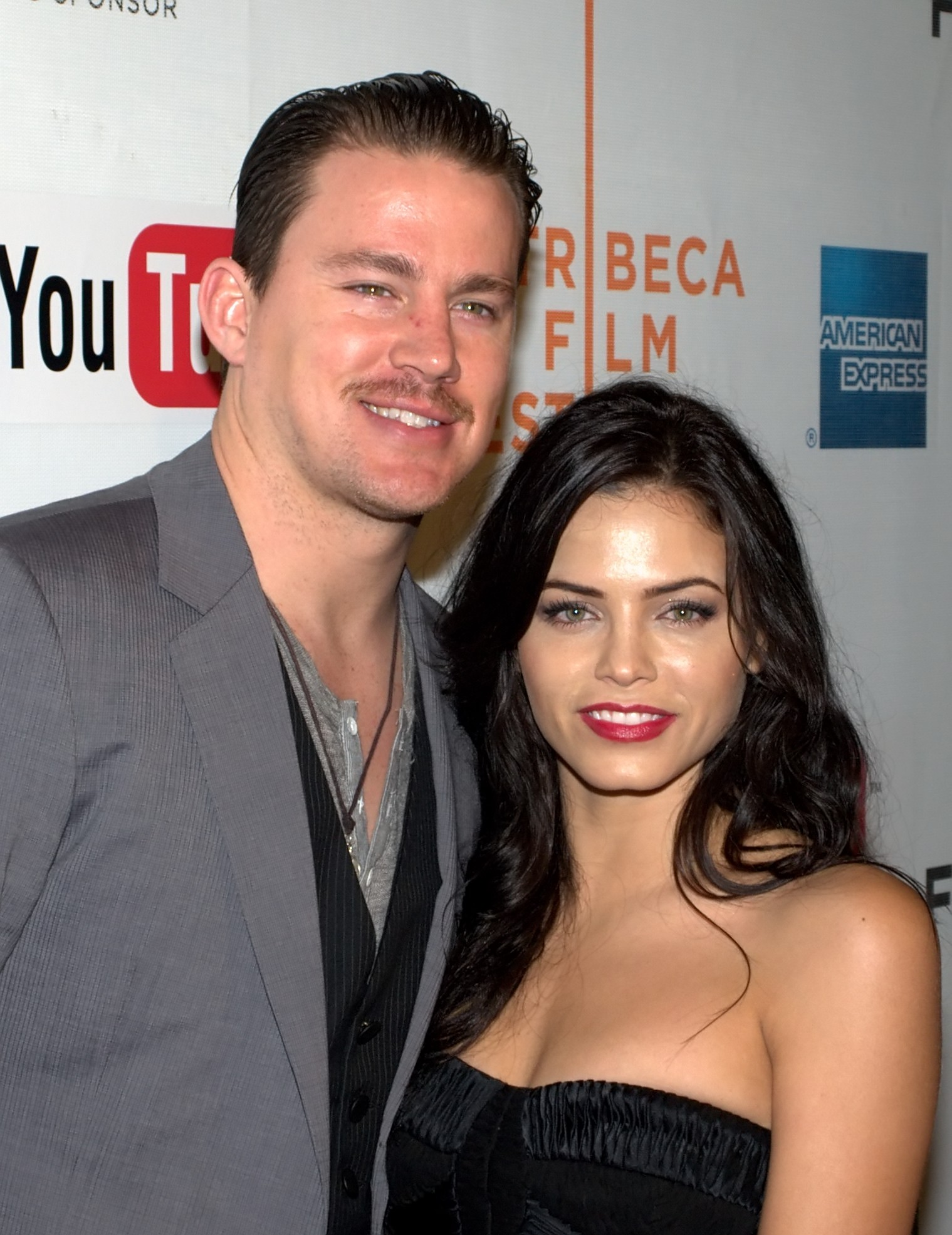
Дженна Деван з Ченнінг Тейтумом на кінофестивалі «Трайбека». Нью-Йорк, 2010

З 2002 року Дженна Деван знімалася в невеликих ролях у кіно («Ціпонька», «Прокляття 2», «Жага, війна за воду» тощо) і на телебаченні (серіали «Пятерняшки», «Молоді і зухвалі», «Джої»). 2005 року 25-річна акторка вперше виконала головну роль (Тамара Райлі) у фільмі жахів «Тамара» (Tamara).
Популярність і впізнаваність Деван принесла роль Нори Кларк у комерційно успішній (114 млн доларів загальносвітових касових зорів), але зі змішаними рецензіями музичній мелодрами 2006 року «Крок уперед». У тому ж році вона зіграла в іншому танцювальному фільмі — «Тримай ритм» з Антоніо Бандерасом у головній ролі. Попри 30-мільйонний прибуток в американському прокаті, фільм отримав вкрай негативні відгуки кінокритики.
У 2008 році Деван знялася в головній ролі Ембер у романтичному екшн-фільм «Любов і вимагання», що вийшов на DVD, а також у ролі тренерки Емми Карр у телефільмі «Чудова п'ятірка: Техаський скандал у групі підтримки». 2009 року зіграла Прісциллу в комедії «Американська незаймана» (з Робом Шнайдером), Сару Джейн у «Шість дружин Генрі Лефея» (з Елишою Катберт) і Кендру Вілсон у двох епізодах серіалу «Район Мелроуз». У тому ж році Деван виконала роль Моллі у фільмі «Правила знімання: метод бабія» в акторському дуеті зі своїм колишнім колегою по «Кроку уперед» Джошем Гендерсоном.
У 2013—2014 роках знялася в одній з головних ролей (Фрея Бошам) у телесеріалі «Відьми Іст-Енду» з однойменної серії романів Меліси де ла Круз.
У 2015—2016 роках виконувала роль Люсі Лейн в телесеріалі «Супердівчина». У ролі цієї персонажки також з'являлася в серіалі «Супермен і Лоїс» у 2022—2023 роках.

## 33andOut Productions
Разом з друзями Рейдом Кероліном (англ. Reid Carolin), Адамом Мартінгано (англ. Adam Martingano), Бреттом Родрігесом (англ. Brett Rodriguez) і чоловіком Ченнінгом Тейтумом Деван заснувала продюсерську компанію 33andOut Productions. Перший документальний фільм, який випустила компанія — «Скляна Земля» (англ. Earth Made of Glass), присвячений долі двох руандійців: засновника Руандійського патріотичного фронту Поля Кагаме і вижившого після руандійського геноциду Жана-П'єра Сагахуту (фр. Jean-Pierre Sagahutu). Прем'єра фільму відбулася в квітні 2010 року на щорічному фестивалі незалежного американського кіно «Трайбека».

## Особисте життя
З 2009 по 2019 роки була одружена з актором Ченнінгом Тейтумом, з яким зустрічалася три роки до того. У колишнього подружжя є донька — Еверлі Елізабет Мейзелл Тейтум (нар. 31 травня 2013).
З 2018 року зустрічається з актором Стівом Казі. Вони оголосили про заручини 18 лютого 2020. У пари є син — Каллем Майкл Ребел Казі (нар.. 6 березня 2020 року).

## Вибрана фільмографія
| Рік       |    | Українська назва                                     | Оригінальна назва                                 | Роль                      |
| --------- | -- | ---------------------------------------------------- | ------------------------------------------------- | ------------------------- |
| 2002      | ф  | Ціпонька                                             | The Hot Chick                                     | Дівчина з групи підтримки |
| 2004      | с  | Пятерняшки                                           | Quintuplets                                       | Гейлі                     |
| 2004      | с  | Молоді і зухвалі                                     | The Young and the Restless                        | Донна                     |
| 2005      | ф  | Жага                                                 | Waterborne                                        | Деві                      |
| 2005      | с  | Джої                                                 | Joey                                              | Таня                      |
| 2005      | тф | Похмурі тіні                                         | Dark Shadows                                      | Софія                     |
| 2005      | ф  | Тамара                                               | Tamara                                            | Тамара Райлі              |
| 2006      | ф  | Тримай ритм                                          | Take the Lead                                     | Саша                      |
| 2006      | ф  | Крок уперед                                          | Step Up                                           | Нора Кларк                |
| 2006      | ф  | Прокляття 2                                          | The Grudge 2                                      | Саллі                     |
| 2008      | в  | Любов і здирництво                                   | Love Lies Bleeding                                | Ембер                     |
| 2008      | тф | Чудова п'ятірка: Техаський скандал у групі підтримки | Fab Five: The Texas Cheerleader Scandal           | Емма Карр                 |
| 2008      | с  | Assorted Nightmares: Janitor(англ.)                  | Assorted Nightmares: Janitor                      | Дженніфер                 |
| 2009      | ф  | Пробудження                                          | Falling Awake                                     | Алессандра                |
| 2009      | ф  | Шість дружин Генрі Лефея                             | The Six Wives of Henry Lefay                      | Сара Джейн                |
| 2009      | ф  | Правила знімання: метод бабія                        | The Jerk Theory                                   | Моллі                     |
| 2009      | с  | Район Мелроуз                                        | Melrose Place                                     | Кендра Вілсон             |
| 2009      | ф  | Американська незаймана                               | American Virgin                                   | Прісцилла                 |
| 2010      | ф  | Легенда про ворота пекла: Американська змова         | The Legend of Hell’s Gate: An American conspiracy | Кетрін Прескотт           |
| 2011      | ф  | Тисни на газ                                         | Balls to the Wall                                 | Рейчел Метьюз             |
| 2011      | ф  | Підстава                                             | Setup                                             | Міа                       |
| 2011      | ф  | 10 років потому                                      | 10 Years                                          | Джесс                     |
| 2011      | с  | Клуб «Плейбоя»                                       | The Playboy Club                                  | Джені                     |
| 2012—2013 | с  | Американська історія жаху: Притулок                  | American horror story: Asylum                     | Тереза Моррісон           |
| 2013      | тф | Вона змусила їх зробити це                           | She Made Them Do It                               | Сара                      |
| 2013      | ф  | Злегка самотній в Л. А.                              | Slightly Single in L.A.                           | Геллі                     |
| 2013—2014 | с  | Відьми Іст-Енду                                      | Witches of East End                               | Фрея Бошам                |
| 2015—2016 | с  | Супердівчина                                         | Supergirl                                         | Люсі Лейн                 |
| 2016      | с  | Завтра не настане                                    | No Tomorrow                                       | Вівторок                  |
| 2017—2018 | с  | Кмітливець                                           | Man with a Plan                                   | Джен                      |
| 2018      | мс | Блиск і монстрмашини                                 | Blaze and the Monster Machines                    | Банні                     |
| 2019      | ф  | Берліне, я люблю тебе                                | Berlin, I Love You                                | Менді                     |
| 2018—2019 | с  | Ординатор                                            | The Resident                                      | Джуліан Бут               |
| 2019      | ф  | Весільний рік                                        | The Wedding Year                                  | Джессіка                  |
| 2019      | с  | Саундтрек                                            | Soundtrack                                        | Джоанна Кассем            |
| 2020      | мс | Робоцип                                              | Robot Chicken                                     | дівчина з коледжу         |
| 2022      | ф  |                                                      | Let's Get Physica                                 | Сейді Сміт                |
| 2022—2023 | с  | Супермен і Лоїс                                      | Superman & Lois                                   | Люсі Лейн                 |
| 2021—2024 | с  | Новобранець                                          | The Rookie                                        | Бейлі Нун                 |